# Hessmer
Hessmer es una villa ubicada en la parroquia de Avoyelles en el estado estadounidense de Luisiana. En el Censo de 2010 tenía una población de 802 habitantes y una densidad poblacional de 374,43 personas por km².

## Geografía
Hessmer se encuentra ubicada en las coordenadas 31°3′12″N 92°7′17″O / 31.05333, -92.12139. Según la Oficina del Censo de los Estados Unidos, Hessmer tiene una superficie total de 2.14 km², de la cual 2.14 km² corresponden a tierra firme y (0%) 0 km² es agua.

## Demografía
Según el censo de 2010, había 802 personas residiendo en Hessmer. La densidad de población era de 374,43 hab./km². De los 802 habitantes, Hessmer estaba compuesto por el 84.41% blancos, el 12.09% eran afroamericanos, el 1.37% eran amerindios, el 0.62% eran asiáticos, el 0% eran isleños del Pacífico, el 0.62% eran de otras razas y el 0.87% pertenecían a dos o más razas. Del total de la población el 2.37% eran hispanos o latinos de cualquier raza.